# Ajos Atanasios
Ajos Atanasios (gr. Άγιος Αθανάσιος) – miasto w Republice Cypryjskiej, w dystrykcie Limassol. W 2011 roku liczyło 14 347 mieszkańców.